# Tetrasarus
Tetrasarus – rodzaj chrząszczy z rodziny kózkowatych. 

## Zasięg występowania
Przedstawiciele tego rodzaju występują w Ameryce Środkowej oraz płd. Meksyku.

## Systematyka
Do Tetrasarus zaliczanych jest 10 gatunków:
- Tetrasarus albescens
- Tetrasarus callistus
- Tetrasarus formosus
- Tetrasarus inops
- Tetrasarus lezamai
- Tetrasarus nanus
- Tetrasarus pictulus
- Tetrasarus plato
- Tetrasarus quadriscopulatus
- Tetrasarus similis.